# Niegripp
Niegripp is een dorp en voormalige gemeente in de Duitse deelstaat Saksen-Anhalt. Het maakt sinds 1 december 2002 deel uit van de gemeente Stadt Burg in de Landkreis Jerichower Land.
Niegripp ligt 6 à 7 km ten west-zuidwesten van de Stadt Burg, aan de Elbe, tegenover Heinrichsberg. Ten zuiden van het dorp loopt het Elbe-Havelkanaal. Enige oude, voor de binnenscheepvaart niet meer bruikbare, dwarskanalen verbinden deze waterwegen met elkaar.
Ten zuiden van Niegripp ligt een groot bos, dat het van het zuidoostelijke buurdorp Detershagen scheidt. Ten zuidoosten en oosten van het dorp ligt een 120 hectare grote recreatieplas, de Niegripper See. Hier zijn mogelijkheden voor strandvermaak en, in beperkte mate, watersport. Houders van een Duitse visakte mogen er hengelen, het meer is rijk aan daartoe uitgezette vis. Een klein gedeelte van het meer en zijn oevers is verboden toegang, het is rustgebied voor de vogelwereld en natuurreservaat.

## Geschiedenis
Het dorp bestaat al even lang als de naburige stad Burg, dus zeker reeds sinds de 10e eeuw. Tot 1655, toen het dorp en zijn omgeving door een overstroming van de Elbe gedeeltelijk werd verwoest, stond er een door vazallen van de landheer, en af en toe ook door roofridders bewoond, kasteel. In 1732 wilde koning Frederik Willem I van Pruisen er één van zijn zonen als landvoogd laten installeren, en hij schonk het dorp in dat jaar alvast een school en een evangelisch-luthers kerkgebouw. Deze dorpskerk, gebouwd in late barokstijl, staat er nog steeds. In de 19e eeuw stonden er aan de Elbe bij Niegripp enkele baksteenfabrieken. In 1914 brak de eerste Wereldoorlog uit en bijna alle steenbakkerijen gingen failliet, omdat hun arbeiders in militaire dienst moesten; velen van hen sneuvelden in de Vlaamse loopgraven. Na 1918 werd Niegripp weer, wat het tot en met de 18e eeuw al was geweest, een boerendorp van beperkte betekenis. In 1938 werd door de bouw van de Nieuwe Sluis (Neue Schleuse) de verbinding tussen het Elbe-Havelkanaal en de Elbe sterk verbeterd; na 2010 aangelegde nieuwe waterwerken in de regio hebben ervoor gezorgd, dat deze sluis tegenwoordig niet meer van belang voor de vrachtscheepvaart is.

## Afbeeldingen

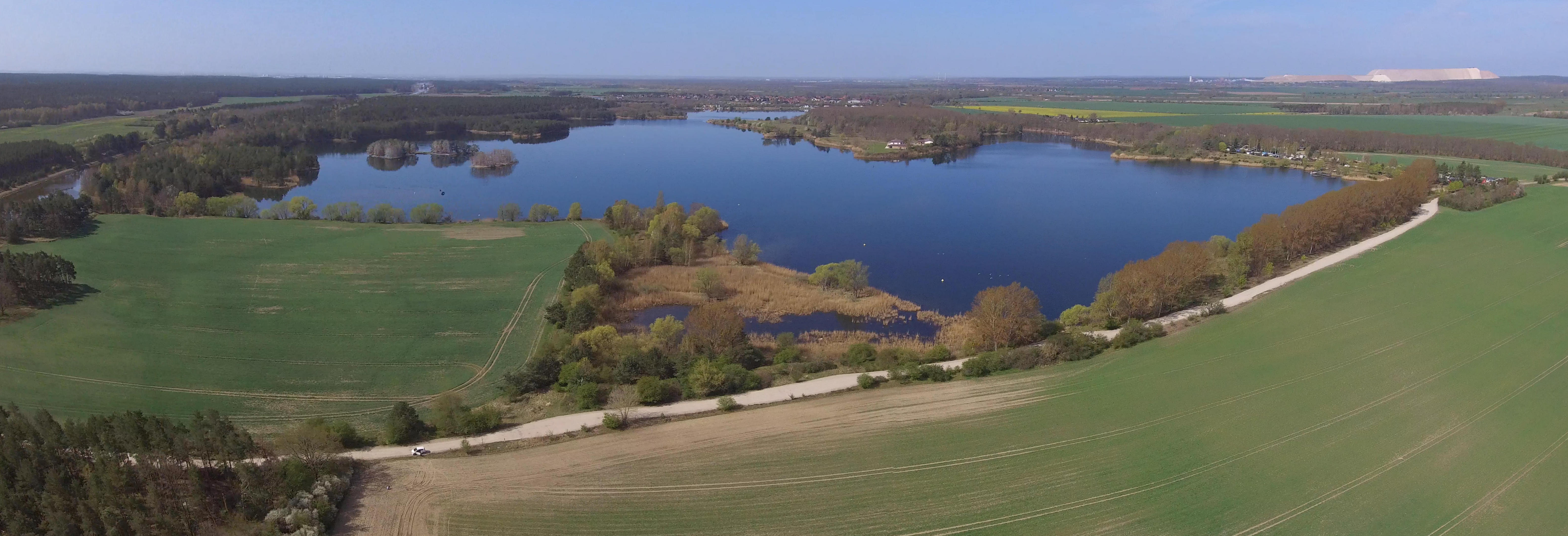
Recreatieplas Niegripper See
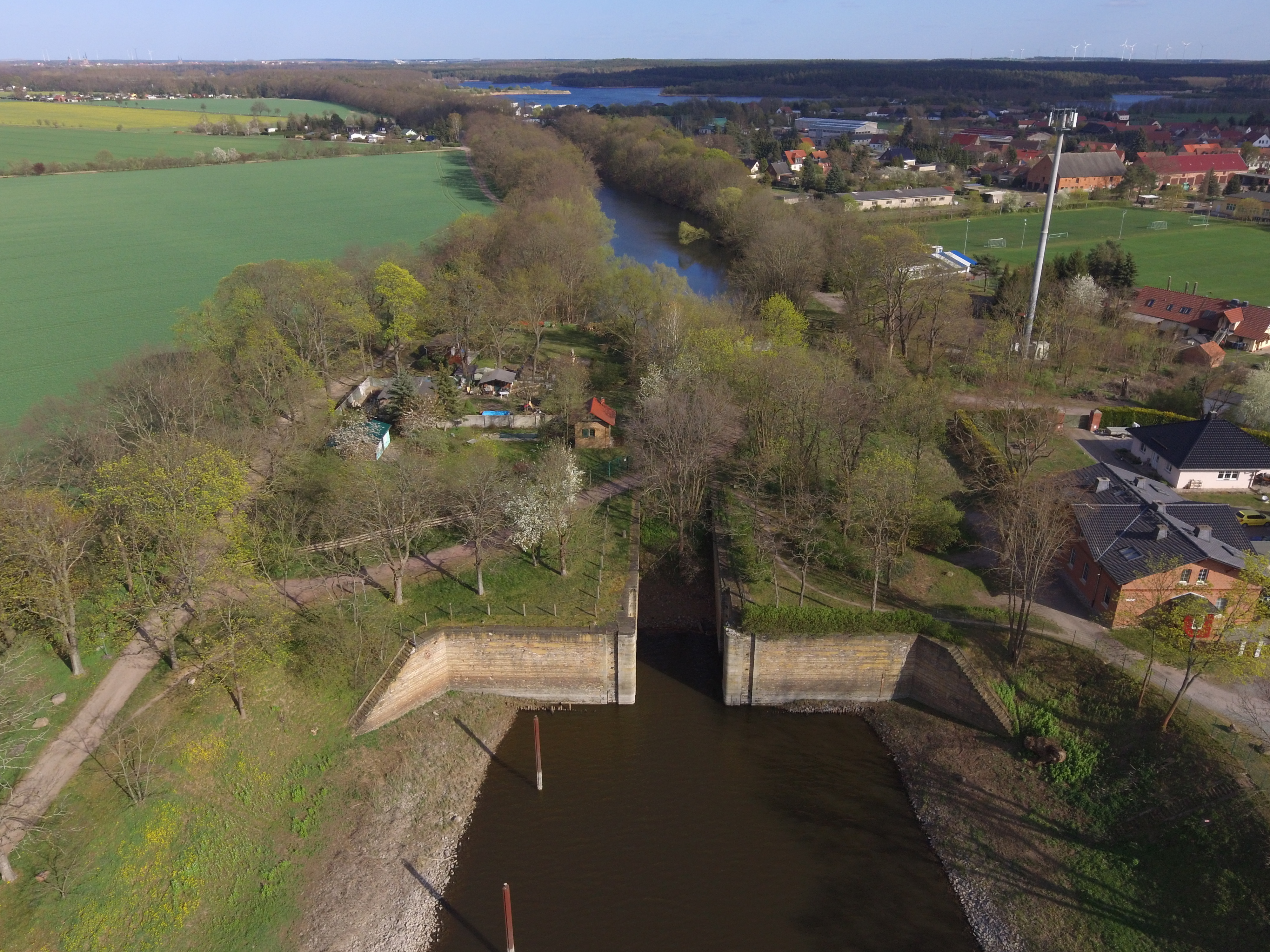
Niegripper Altkanal met sluis Alte Schleuse
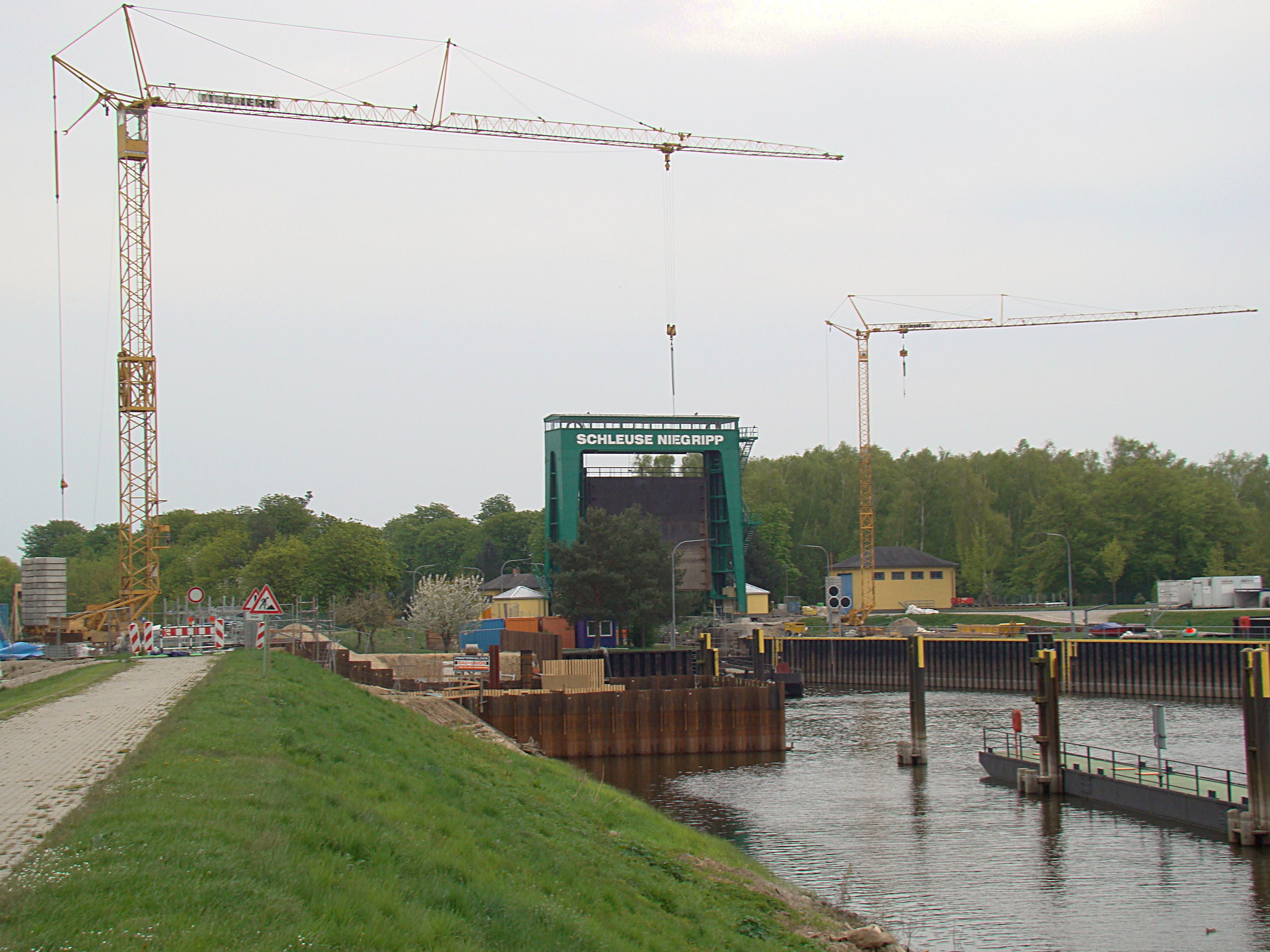
De verbouwing van de Neue Schleuse[2] in hetzelfde kanaal